# Музей сыра
Музей сыра — музей в Иваново, посвящённый сыру и истории его происхождения.

## История
В ноябре 2020 года директор Пучежского сыродельного завода Николай Куликов анонсировал появление музея сыра в Иванове: 
В нашем музее будут представлены многие фирмы и производители, которые выпускают сыр, масло. Музей сыра – это не только визуализация объектов, исторические справки, но и непосредственное участие в производстве сыров: мастер-классы, дегустация, также туристы смогут привезти вкусный и запоминающийся сувенир в виде продукции.
В июле 2021 года музей начал сбор экспонатов связанных с молоком и производством сыра: фотографии, значки, старинные формы для сыра, деревянные маслобойки и другие.
К поиску экспонатов для будущего музея присоединился Пучежский краеведческий музей запустивший акцию «Пучежский сырочек – лакомый кусочек». Сотрудники музея начали сбор документов, рассказов и предметов, которые относятся к Пучежскому сыродельному заводу, чтобы восстановить историю предприятия.
В июле 2022 года музей присоединился к программе «Пушкинская карта», её обладатели смогут посмотреть экспозицию и продегустировать сыр.

## Экспозиция
Музей состоит из двух выставочных залов, посвященные сыру. В первом зале музея расположены экспонаты, карту с информацией о видах сыра и странах их происхождения, а также фотографии и документы, рассказывающие об истории сыроварения в Ивановской области и о возникновении Пучежского сыродельного завода, оборудование сыроделов и другие экспонаты.
Часть архивных документов в музей передала бывший директор Аньковского сырзавода Тамара Курскова. Посетители могут увидеть фотографии с производства, а также её личные вещи и ордена. Стены помещения украшают пейзажи в жёлто-оранжевых тонах ивановского художника Юрия Ермилова. Отец художника в 30-е годы XX века отвечал за работу молочных заводов Ивановской области, поэтому часть архивных фотографий художник вместе со своими работами передал организаторам музея.
Во втором зале музея проходит дегустация с большим столом и витринами с основными видами сыра, который выпускает Пучежский сыродельный завод.